# ATP German Open 1970
Il German Open 1970 è stato un torneo di tennis giocato sulla terra rossa. È stata la 64ª edizione del Torneo di Amburgo, che fa parte del Pepsi-Cola Grand Prix 1970 Si è giocato al Rothenbaum Tennis Center di Amburgo in Germania, dal 10 al 17 agosto 1970.

## Campioni

### Singolare
Tom Okker ha battuto in finale  Ilie Năstase, 4–6, 6–3, 6–3, 6–4.

### Doppio
Bob Hewitt /  Frew McMillan hanno battuto in finale  Tom Okker /  Nikola Pilić,  6–3, 7–5, 6–2.